# Carina Felzmann
Carina Felzmann (* 17. September 1965 in Wien) ist eine österreichische Unternehmerin und ehemalige Politikerin (ÖVP) sowie frühere Abgeordnete zum Nationalrat.

## Ausbildung und Beruf
Felzmann besuchte von 1971 bis 1978 die Volksschule und das Realgymnasium in Wien. Danach wechselte sie von 1978 bis 1979 die Hauptschule in Wolfsegg und danach die Bundeslehranstalt für Fremdenverkehrsberufe in Bad Ischl, die sie 1984 mit der Matura abschloss. Sie legte die Hotelfachprüfung ab und besuchte 1986 bis 1988 den Universitätslehrgang für Werbung und Verkauf an der Wirtschaftsuniversität Wien. 2006 schloss Felzmann die Ausbildung zum Resonanz-Coach nach Kutschera ab.
Felzmann arbeitete 1985 für die Österreich-Werbung Paris sowie für die Incoming-Agentur „Austria Travel Shop“ Paris und war 1985 bis 1986 im Club Med Schweiz und Italien tätig. Von 1986 bis 1988 arbeitete sie für Data General - Marketing Wien und zwischen 1992 und 1993 als PR-Assistentin bei Esprit PR. 1993 war sie im ORF-Hörfunk/Ö3 tätig, danach war sie von 1993 bis 1995 als PR-Beraterin tätig. Danach machte sich Felzmann selbständig und gründete 1996 mit Andi Felzmann eine Design-Tischlerei. 1997 gründete sie eine PR-Agentur, deren Inhaberin und Geschäftsführerin sie ist. 2018 gründete sie mit einem Team das Frauen-Business-Magazin Shecononmy.

## Politik
Von 1999 bis 2000 stand Felzmann der Jungen Wirtschaft Wien vor und war ab 2002 Landesparteiobmann-Stellvertreterin der ÖVP Wien. Zwischen 2000 und 2003 war sie Vizepräsidentin in der Wirtschaftskammer Wien und baute ab 2003 die ARGE Creativ Wirtschaft Austria in der WKO bis 2006 auf und legte damit Grundsteine zum Thema der „Kreativwirtschaft in Österreich“. Zwischen dem 5. März 2003 und 29. Oktober 2006 vertrat Felzmann die ÖVP im Nationalrat.